# Петр Врабець
Петр Врабець (чеськ. Petr Vrabec, нар. 5 червня 1962, Млада Болеслав) — чеський футболіст, що грав на позиції півзахисника, зокрема за «Спарту» (Прага) та національну збірну Чехословаччини.

## Клубна кар'єра
У дорослому футболі дебютував 1981 року за друголігову команду «Авто Шкода» з рідного Млада Болеслава.
1984 року перейшов до іншого представника другого чехословацького дивізіону, «Табора», звідки за рік був запрошений до празької «Спарти». Із сезону 1986/87 став гравцем основного складу столичної команди і здобув свій перший титул чемпіона Чехословаччини. В подальшому ще п'ять разів вигравав у складі «Спарти» першість країни.
1993 року перебрався до Німеччини, де протягом сезону грав у друголіговому «Штутгартер Кікерс», після чого повернувся на батьківщину, приєднавшись до «Вікторії» (Жижков).
1996 року перейшов до клубу «Хмел», якому за два роки допоміг виграти другий дивізіон Чехії і підвищитися в класі до найвищої ліги Чехії. Загалом відіграв за «Хмел» чотири сезони і оголосив про завершення ігрової кар'єри у 2000 році.

## Виступи за збірну
1993 року провів три матчі у складі національної збірної Чехословаччини в рамках відбору на ЧС-1994, забивши гол у ворота збірної Румунії.

## Титули і досягнення
- Чемпіон Чехословаччини (6):

«Спарта» (Прага): 1986-1987, 1987-1988, 1988-1989, 1989-1990, 1990-1991, 1992-1993